# Макаров, Андрей Тимофеевич
Андре́й Тимофе́евич Мака́ров (14 октября 1912 — 14 июля 2001) — советский военачальник, активный деятель сухопутных войск и Ракетных войск стратегического назначения (РВСН), начальник Управления кадров РВСН (1961—1973), генерал-лейтенант (1966).
Участник советско-финской и Великой Отечественной войн, Герой Советского Союза (23 марта 1945 года).

## Награды и звания
- Герой Советского Союза (23 марта 1945 года, медаль № 5683);
- орден Ленина (23 марта 1945 года);
- два ордена Красного Знамени (1941, 1943);
- орден Суворова 3-й степени (1944);
- орден Кутузова 3-й степени (1944);
- орден Александра Невского (1944);
- орден Отечественной войны I степени (11 марта 1985 года);
- орден Трудового Красного Знамени (1969);
- два ордена Красной Звезды (1948, 1953);
- медали СССР;
- иностранные ордена и медали;
- звание «Почётный гражданин города Дубровица» (Ровенская область, Украина);
- звание «Почётный гражданин города Пинск» (Брестская область, Беларусь) — звание присвоено в 1975 году[4].